# Patsankirivier
De Patsankirivier (Zweeds: Patsankijoki) is een rivier die stroomt in de Zweedse  gemeente Pajala. De rivier ontstaat als afwateringsrivier van een moerasgebied; drie beken stromen samen en vloeien naar het westen. De rivier blijft door moerasgebied stromen totdat zijn in de Lainiorivier stroomt. Ze is circa 6 kilometer lang.
Afwatering: Patsankirivier → Lainiorivier → Torne → Botnische Golf